# Nagrody Telewizyjne Towarzystwa Sztuk Filmowych i Telewizyjnych 1961
Nagrody Telewizyjne Towarzystwa Sztuk Filmowych i Telewizyjnych 1961 – siódma edycja nagród, znanych od 1976 jako Nagrody Telewizyjne Akademii Brytyjskiej, zorganizowana w 1961 roku. Nowością tej edycji była likwidacja dotychczasowej Nagrody Specjalnej. Na jej miejsce powstała, również pozakonkursowa, Nagroda im. Desmonda Davisa, przyznawana osobom o szczególnych zasługach dla rozwoju telewizji. Oprócz tego wprowadzono czwartą kategorię producencką, przeznaczoną dla twórców programów informacyjnych (Current Events). 

## Lista laureatów
- Najlepszy aktor: Lee Montague(inne języki)
- Najlepsza aktorka: Billie Whitelaw
- Najlepszy artysta rozrywkowy: Stanley Baxter(inne języki)
- Najlepsza osobowość: Eamonn Andrews(inne języki)
- Najlepszy scenarzysta: Alun Owen(inne języki)
- Najlepszy scenograf: Frederick Pusey(inne języki)
- Najlepszy producent dramatyczny: Peter Dews(inne języki)
- Najlepszy producent rozrywkowy: James Gilbert(inne języki)
- Najlepszy producent publicystyczny: Michael Redington
- Najlepszy producent informacyjny: zespół produkcyjny programu Sportsview Unit
- Nagroda im. Desmonda Davisa: Richard Dimbleby(inne języki)